# Kebun Ros
Kebun Ros is een bestuurslaag in het regentschap Bengkulu van de provincie Bengkulu, Indonesië. Kebun Ros telt 2082 inwoners (volkstelling 2010).